# Komor fenyőcincér
A komor fenyőcincér (Asemum striatum) a cincérfélék családjába tartozó, Eurázsiában és Észak-Amerikában honos, fenyőfákon élő bogárfaj. 

## Megjelenése
A komor fenyőcincér hímjének testhossza 8-18 mm, a nőstény 12-23 mm-es. Testalkata erőteljes, az előtor oldalai szögletesen kiugróak, a szárnyfedők oldalvonalai nagyjából háromnegyedükig párhuzamosak. Egész teste fekete, felül zsírfényű, alul gyengén fénylő, felszínét finom, sárgás szőrök fedik. A szárnyfedők néha barnásak, vörösbarnásak is lehetnek. Az előtor finoman szemecskézett és sűrűn, mélyen pontozott, szabálytalan sekély bemélyedésekkel. Szárnyfedői finoman és sűrűn pontozottan szemecskézettek; 2-4 hosszanti bordával, vagy azok nyomaival; a bordák között szabálytalan, gyenge benyomatok látszanak.

## Elterjedése és életmódja
Eurázsiában (az Ibériai-félszigettől egészen Japánig) és Észak-Amerikában honos. Magyarországon a hegy- és dombvidékek fenyveseiben gyakori faj. 
Lárvája különféle fenyőfélék (főleg erdei- és feketefenyő, ritkábban luc, jegenyefenyő, vörösfenyő is) nemrég elhalt vagy kivágott törzsében, rönkjeiben fejlődik. Eleinte a kéreg alatt, majd a faanyagban rág. Életciklusa 2-3 évig tart. Az imágó április végétől júliusig rajzik. Alkonyatkor és éjjel aktív, nappal többnyire száraz kéreg alatt, vagy a kéreg repedéseiben bújik meg. A mesterséges fény vonzza. 

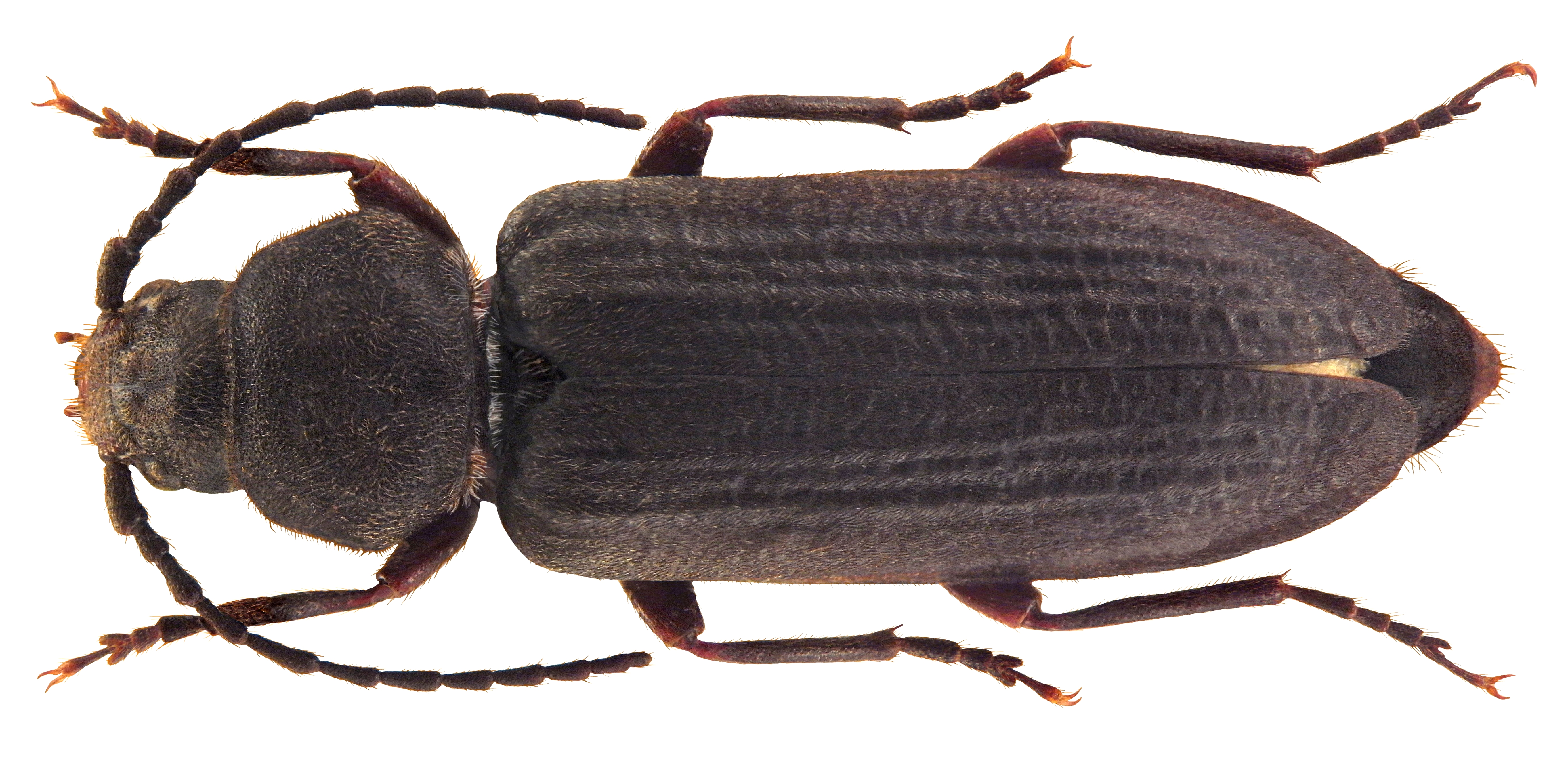
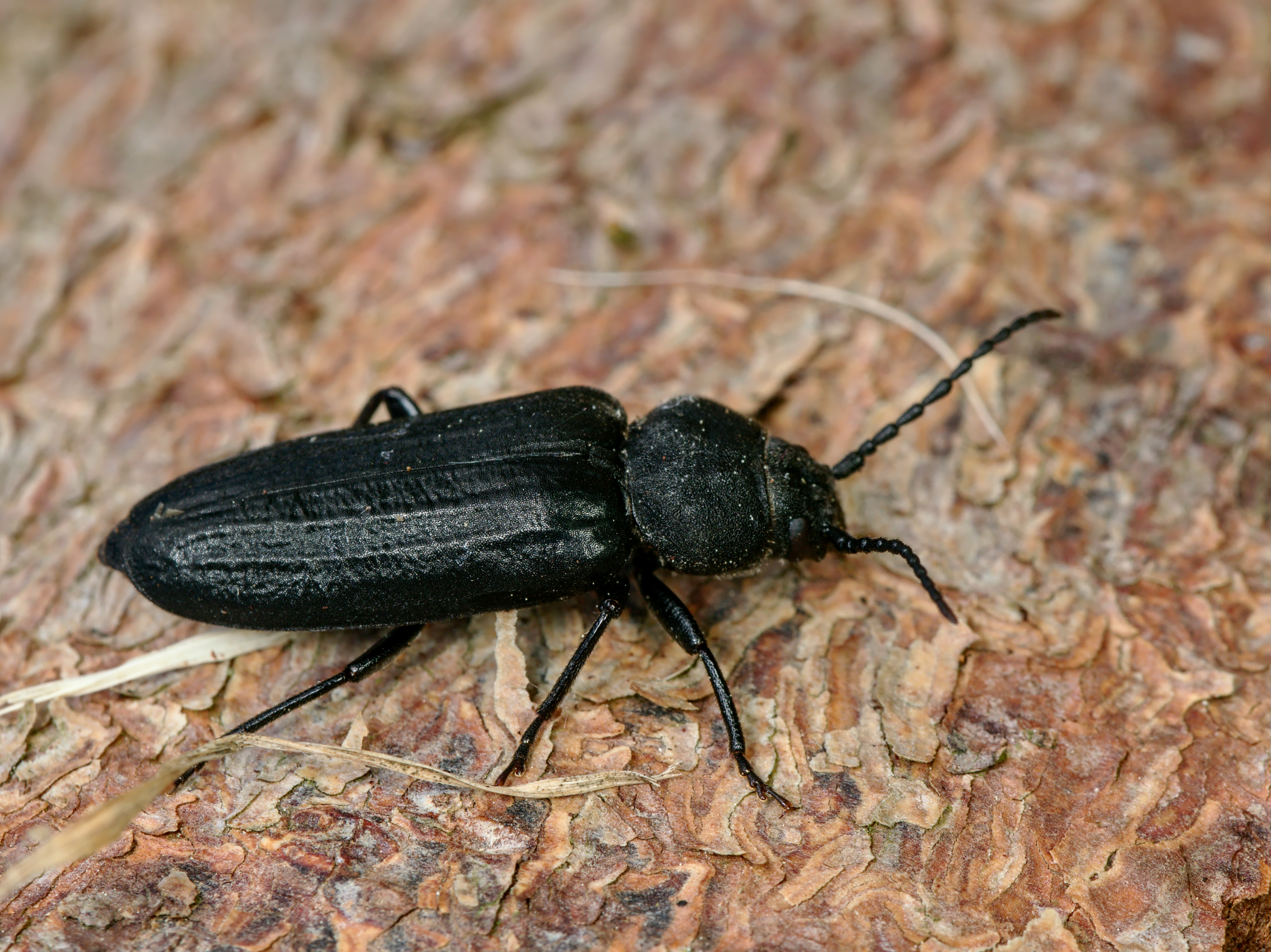
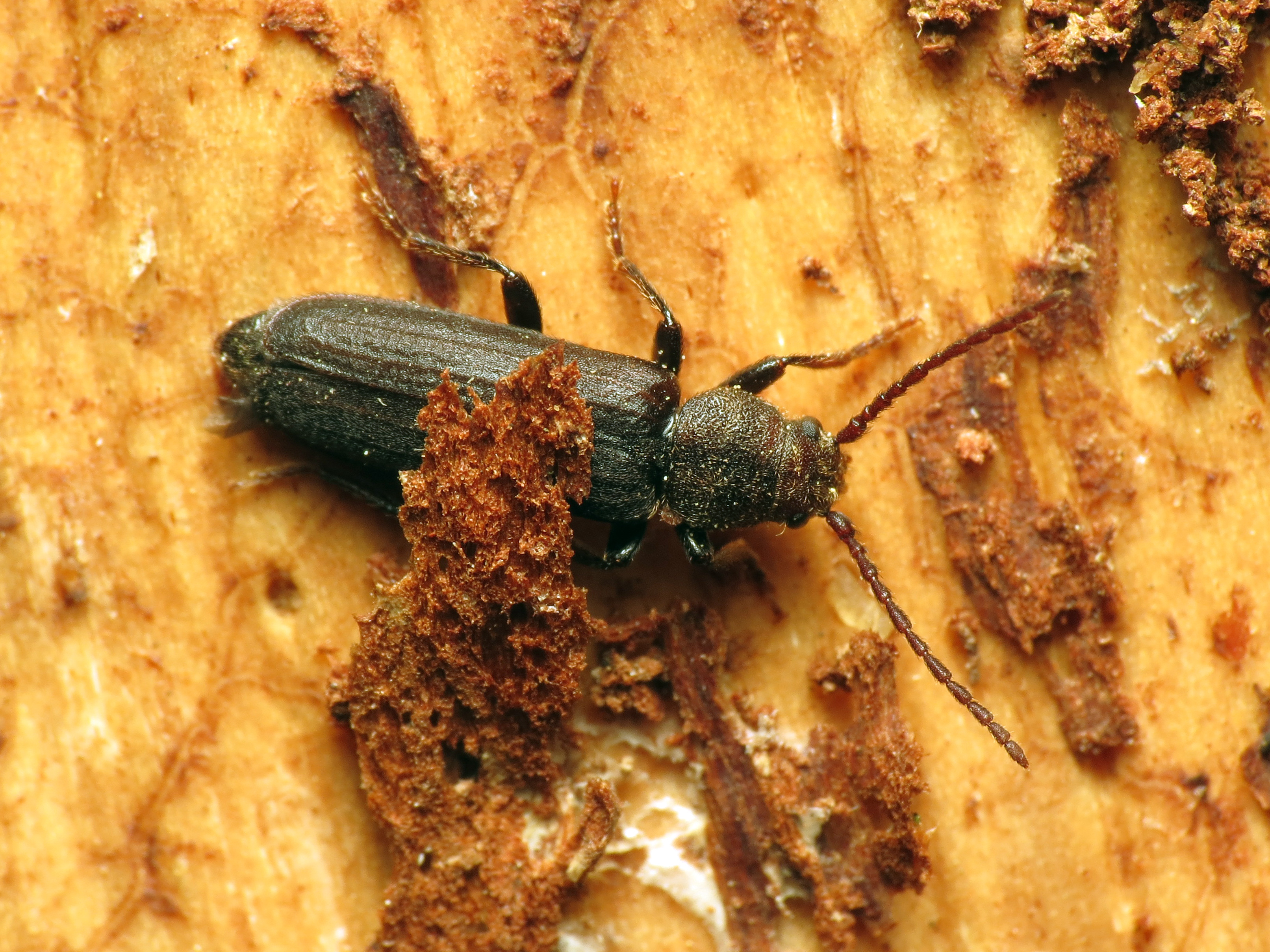
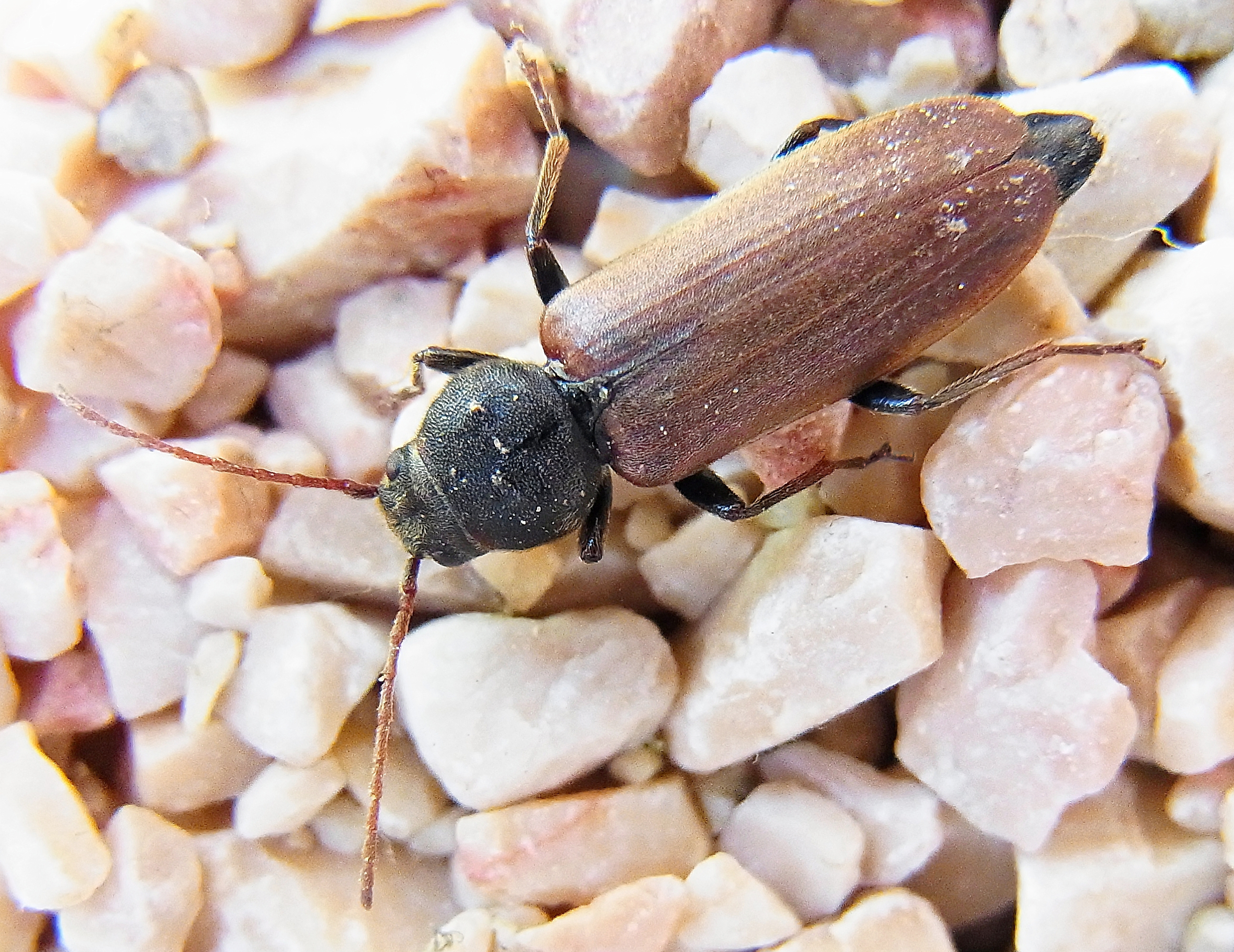
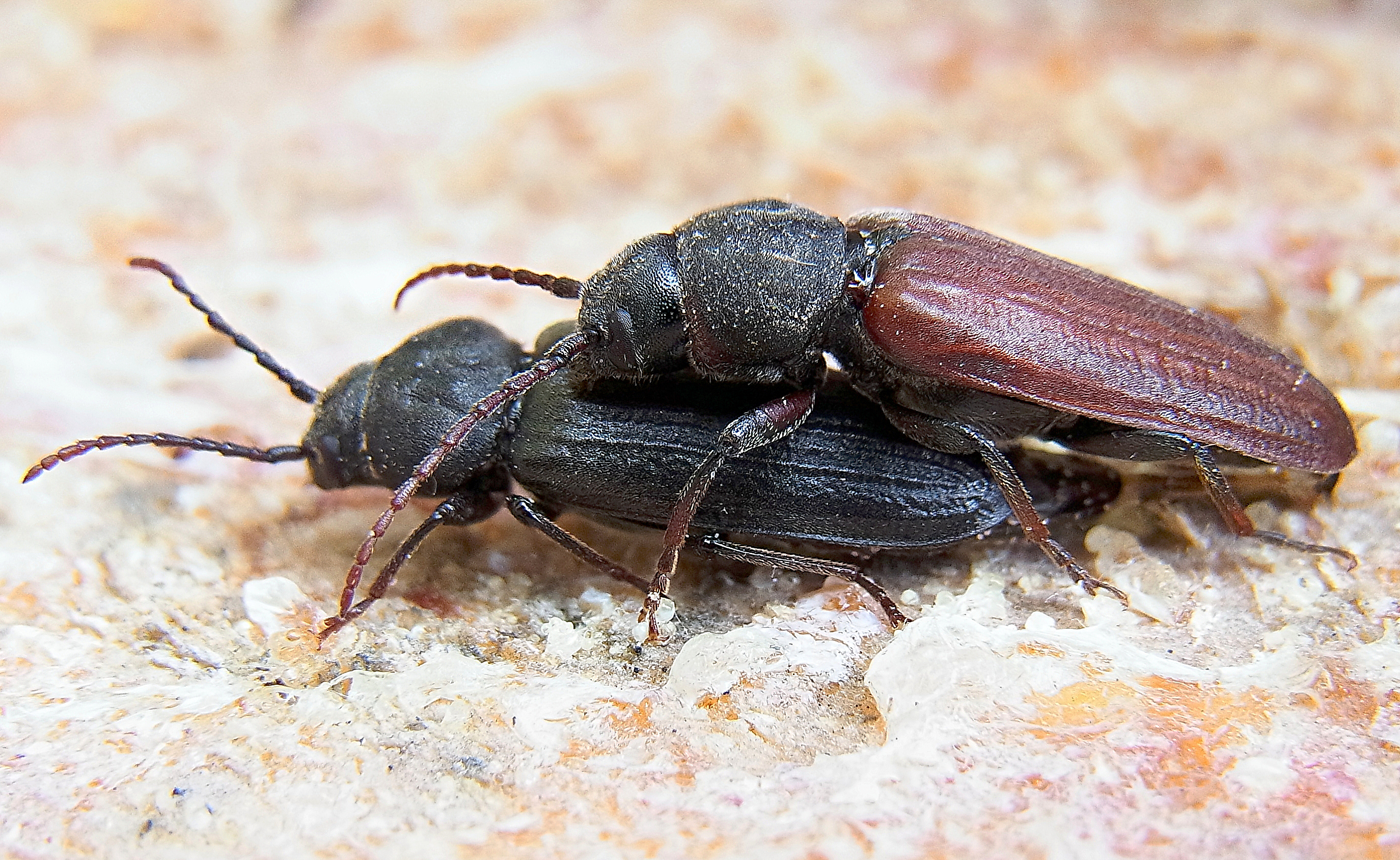

Magyarországon nem védett.